# 토파퀴논
토파퀴논(영어: topaquinone, TPQ)은 아미노산인 티로신으로부터 유도된 산화환원반응에 관여하는 보조 인자이다. 토파퀴논이라는 이름은 2,4,5-트라이하이드록시페닐알라닌-퀴논(trihydroxyphenylalanine-quinone)에서 유래하였다. 토파퀴논의 구조는 1990년에 처음으로 확인되었다. 토파퀴논은 활성 부위 근처에 티로신 잔기를 포함하는 구리 아민 산화효소에 의해 사용된다. 이 잔기는 Cu2+ 의존적 방식으로 먼저 도파퀴논으로, 다음에 토파퀴논으로의 자체 전이를 촉매한다.

## 같이 보기
- 보조 인자
- 퀴논